# 區 (德語圈)
区，德语地区的一个行政区划单位。瑞士的区、1952年後的德意志民主共和國行政區劃中的區都是此行政區劃。意大利、納粹德國、德國等行政區劃中也有此類行政區劃。